# Pierre Joseph Dannes
Pierre Joseph Dannes, né Pierre Joseph Dannesbuchler le 6 mai 1910 à Cologne et mort le 20 mars 1985 à Paris 14e, est un photographe français connu pour ses photographies sur le cirque et le music-hall.

## Biographie
La famille de Pierre Joseph Dannesbuchler est originaire de Mutzig dans la vallée de la Bruche en  (Alsace). Il connaît par son oncle photographe, la « chambre noire » avant l'école. Il est au lycée Kléber à Strasbourg quand ses parents divorcent. Alors sans foyer, il entre dans un hôtel restaurant comme apprenti-cuisinier où il est logé, nourri, blanchi. Par une loi restée en vigueur en Alsace, il fréquente l'école hôtelière de cette ville. En 1926, il travaille à Paris chez Prunier, rue Duphot, où, à 16 ans il découvre, les jours de repos, le music-hall Olympia. Il décide alors de travailler pour cet univers là. Il commence par être figurant à l'Opéra de Paris. Il l'est également dans des films et fréquente les cafés des artistes. Avant son service militaire, en Algérie au 45e génie à Hussein-Dey, il est employé de bureau dans une compagnie d'assurances, où le soir venu il sert d'assistant à E. Brucken, un photographe spécialisé dans le spectacle. Pour gagner le matériel d'un studio de photos, il travaille un certain temps à la Compagnie des wagons-lits, sur la Flèche d'or.
Il ouvre son studio de photographie au 17 faubourg Saint-Martin. Il se spécialise dans les prises de vues pour théâtres, music-halls, cabarets et cirques. En 1938, il effectue son premier reportage au Cirque d'Hiver où M. Bouglione lui dit : « Vous êtes ici chez vous ! »[réf. nécessaire].
En 1940, appelé sous les drapeaux, il est affecté à la ligne Maginot. Il réussit alors après avoir été capturé par l'armée allemande à s'évader et à rejoindre Paris où sous le nom de Dannes il exerce son métier. Il effectue ses prises de vues à l'Alhambra Music-Hall, au Casino de Paris, à l'ABC, au Concert Mayol, dans des cabarets et dans les cirques, dont Medrano dès 1942, plus tard il en deviendra le photographe officiel.
À la Libération, il travaille avec l'armée américaine pour les spectacles donnés aux troupes. En 1965, Michel Tournier lui consacre un numéro de l’émission Chambre noire sur la deuxième chaîne de l'ORTF.
Pierre J. Dannes meurt en mars 1985 laissant un patrimoine de plus 7000 clichés à son fils.
Les droits des photographies Dannes sont protégés par l'ADAGP. Le photographe est référencé par la Documentation française dans son fichier ICONOS.

## Collections, expositions
Expositions de son vivant
- Participe à l'exposition "100 ans de Cirque" Maison pour Tous à Saint-Quentin-en-Yvelines (Yvelines) du 6 décembre 1978 au 6 janvier 1979
- Bêtes mais Artistes avec Circus Snaps à l'Agora d'Évry (Essonne) du 7 au 28 avril 1979 (Première exposition exclusive)
- Participe à l'Exposition "Regards sur le Cirque" - Paris Centre Atelier 4 du 20 octobre au 5 novembre 1983
- Exposition "Circus Snaps" -  Paris Centre Atelier 4 du 8 au 25 novembre 1983
- Exposition "Footlight Parade" Édition du Moniteur, à l'occasion de la sortie du livre Architectures du cirque de Christian Dupavillon et en présence de Jack Lang, Ministre de la culture, le 18 mai 1982.
- Exposition "Vedette de Cirque" - Hôtel de ville de Nanterre du 4 au 31 mai 1984…

## Livres et recueils
- (en) P.J. Dannès, L'aventure du cirque, Quistinic (Le Grann, 56310), l'Aventure Carto, 1994 (ISBN 295078626X)
- La Femme est l'avenir du… clown, Couleur Cirque, octobre 2001  (ISSN 1241-2813).
- Dannès, ses photographies, Photostars, octobre 2010  (ISBN 9782952783750).